# 트랙 자전거

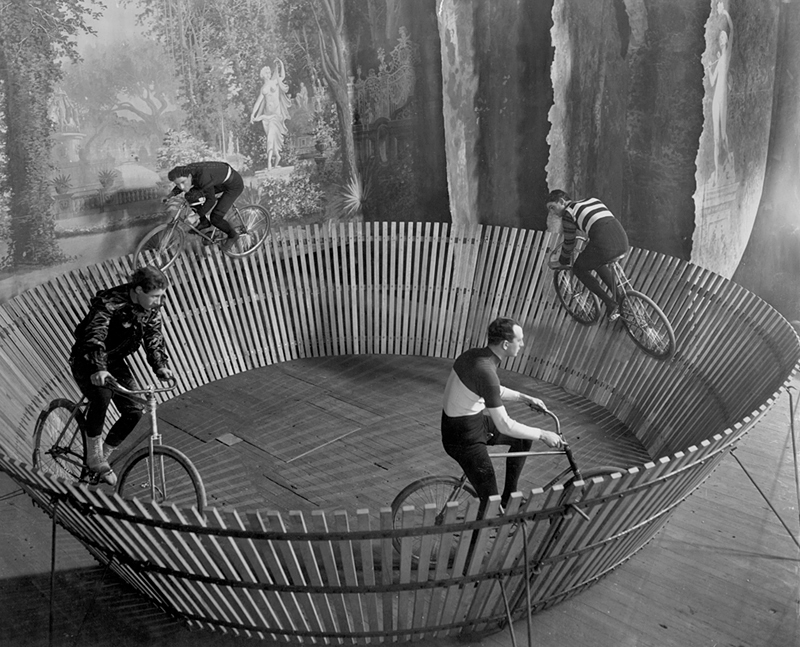
20 세기 초 자전거 트랙 - 뉴욕 타임즈

트랙 자전거(영어: track bicycle), 경주로 자전거(競走路-)는 벨로드롬이나 야외 경주로에서 달리기에 알맞게 만들어진 자전거다. 도로 자전거와 달리 고정 기어 자전거로 프리휠이나 제동기도 없는 단일 기어로 되어 있다.

## 뼈대 설계
트랙에서 빨리 달릴 수 있도록, 공기역학적으로 가볍고 튼튼하게 제작되어 있다. 국제 자전거 경기 연합에서 일반적인 뼈대와 튜브 직경 등에 대해 규정하고 있다.

## 같이 보기
- 경륜